# Gaitelgrima di Salerno (Guaimario IV)
Gaitelgrima di Salerno (... – Sarno, post 1091) è stata una principessa longobarda, principessa di Capua e, in seguito, contessa di Sarno.
Figlia di Guaimario IV di Salerno e Gemma, fu data in moglie da suo fratello Gisulfo II al principe Riccardo I di Aversa. Alla morte di Riccardo (1078) il figliastro Giordano I di Capua la costrinse a sposarlo. Sua sorella Sichelgaita sposò Roberto il Guiscardo. Rimasta vedova di Giordano, al quale aveva dato il figlio e successore Riccardo, sposò Alfredo, conte di Sarno, anch'egli morto dopo pochi anni. Gaitelgrima continuò a  dimorare nel feudo di Sarno fino alla morte, offrendo ospitalità presso la sua fortezza al fratello Gisulfo, spodestato dal Guiscardo nel 1077 e morto prima del 1091, giacché la stessa Guaidalgrima, da come apprendiamo dai documenti, in quello stesso anno donò alla Badia di Cava dei Tirreni doni per suffragare l'anima del fratello.
Infatti donò alla stessa badia terreni e privilegi nella città di Nocera, inoltre tali possedimenti furono affidati al potere giuridico della prioria di Sant'Angelo in Grotta, altra costruzione dei benedettini cavensi.

## Ascendenza
|                          |   |                          | Genitori                  |  |  | Nonni |  |  | Bisnonni               |  |  | Trisnonni           |  |
|                          |   |                          |                           |  |  |       |  |  | Giovanni II di Salerno |  |  | Lamberto di Spoleto |  |
|                          |   |                          |                           |  |  |       |  |  | Giovanni II di Salerno |  |  | Lamberto di Spoleto |  |
|                          |   | …                        |                           |  |  |       |  |  | Giovanni II di Salerno |  |  |                     |  |
| Guaimario III di Salerno |   |                          |                           |  |  |       |  |  | Giovanni II di Salerno |  |  |                     |  |
|                          |   | Sichelgaita              | …                         |  |  |       |  |  |                        |  |  |                     |  |
|                          |   | Sichelgaita              | …                         |  |  |       |  |  |                        |  |  |                     |  |
|                          |   | Sichelgaita              | …                         |  |  |       |  |  |                        |  |  |                     |  |
| Guaimario IV di Salerno  |   | Sichelgaita              |                           |  |  |       |  |  |                        |  |  |                     |  |
|                          |   | Pandolfo II di Benevento | Landolfo III di Benevento |  |  |       |  |  |                        |  |  |                     |  |
|                          |   | Pandolfo II di Benevento | Landolfo III di Benevento |  |  |       |  |  |                        |  |  |                     |  |
|                          |   | Pandolfo II di Benevento | …                         |  |  |       |  |  |                        |  |  |                     |  |
| Gaitelgrima di Benevento |   | Pandolfo II di Benevento |                           |  |  |       |  |  |                        |  |  |                     |  |
|                          |   | …                        | …                         |  |  |       |  |  |                        |  |  |                     |  |
|                          |   | …                        | …                         |  |  |       |  |  |                        |  |  |                     |  |
|                          |   | …                        | …                         |  |  |       |  |  |                        |  |  |                     |  |
| Gaitelgrima di Salerno   |   | …                        |                           |  |  |       |  |  |                        |  |  |                     |  |
|                          | … | …                        |                           |  |  |       |  |  |                        |  |  |                     |  |
|                          | … | …                        |                           |  |  |       |  |  |                        |  |  |                     |  |
|                          | … | …                        |                           |  |  |       |  |  |                        |  |  |                     |  |
| Landolfo di Capua        | … |                          |                           |  |  |       |  |  |                        |  |  |                     |  |
|                          |   | …                        | …                         |  |  |       |  |  |                        |  |  |                     |  |
|                          |   | …                        | …                         |  |  |       |  |  |                        |  |  |                     |  |
|                          |   | …                        | …                         |  |  |       |  |  |                        |  |  |                     |  |
| Gemma di Capua           |   | …                        |                           |  |  |       |  |  |                        |  |  |                     |  |
|                          |   | …                        | …                         |  |  |       |  |  |                        |  |  |                     |  |
|                          |   | …                        | …                         |  |  |       |  |  |                        |  |  |                     |  |
|                          |   | …                        | …                         |  |  |       |  |  |                        |  |  |                     |  |
| …                        |   | …                        |                           |  |  |       |  |  |                        |  |  |                     |  |
|                          |   | …                        | …                         |  |  |       |  |  |                        |  |  |                     |  |
|                          |   | …                        | …                         |  |  |       |  |  |                        |  |  |                     |  |
|                          |   | …                        | …                         |  |  |       |  |  |                        |  |  |                     |  |
|                          |   | …                        |                           |  |  |       |  |  |                        |  |  |                     |  |